# Гебауэр, Иоганн Христиан
Иоганн Христиан Гебауэр (дат. Johan Christian Gebauer; 6 августа 1808, Копенгаген, Дания — 24 января 1884, там же) — датский органист, композитор и музыкальный педагог. Сын художника Христиана Давида Гебауэра.
Ученик Фридриха Кулау и К. Э. Ф. Вайзе. С 1846 года был органистом в копенгагенской церкви Святого Петра, с 1859 года и до смерти — в копенгагенском же Соборе Святого Духа. В 1867—1883 годах преподаватель гармонии и контрапункта в Копенгагенской консерватории, с 1876 года профессор; среди учеников Гебауэра был, в частности, Корнелиус Рюбнер и Петер Расмуссен.
Основу композиторского наследия составляют песни, особенно детские, на стихи крупнейших датских авторов: Ханса Кристиана Андерсена, Адама Эленшлегера и др.